# Gorilla guerriglia
Gorilla guerriglia è il primo album del rapper italiano Zampa, pubblicato nel 2001 dalla Vibrarecords.

## Il disco
Comprende dieci brani (di cui uno strumentale) prodotti dai beatmaker DJ Da, DJ Zeta, Hakeem, Lukas, Othello, Tony Da Pot. L'album ha inoltre visto la partecipazione vocale dei rapper Jap, Jimbo e Shen dall'Osteria Lirica, Cricca Dei Balordi, Mistaman, Zona Blu (Lord Hazy & Stratega), Othello.

## Tracce
1. Mi ritrovo a scrivere [prod. Hakeem]
2. Gorilla guerriglia (feat. Jimbo) [prod. Tony Da Pot]
3. Il branco Pt. 3 [prod. Hakeem]
4. Vizi (feat. Jap, CDB, Mistaman & Lord Hazy) [prod. DJ Lukas & Lord Hazy]
5. Grigie guerre [prod. Tony Da Pot]
6. Passi nella notte (feat. Royal Minutz & Zona Blu) [prod. DJ Da]
7. Ghyeah ghyeah ghyeah (feat. Jimbo, Jap & Shen) [prod. Hakeem]
8. Dik Badile & Johnny Zappa 2000 (feat. Shen) [prod. DJ Zeta]
9. Un giorno d'autunno (feat. Othello) [prod. Othello & G Militello]
10. Il branco Pt. 3 strumentale [prod. Hakeem]
11. Mr. Zampini Matador (ghost track) [prod. DJ Kris]